# In the Spirit of Things
In the Spirit of Things – jedenasty album studyjny zespołu Kansas, wydany w 1988. Jest drugim albumem w składzie z amerykańskim gitarzystą Steve’em Morse’em.

## Lista utworów
Album zawiera utwory:
1. Ghosts - 4:18
2. One Big Sky - 5:17
3. Inside Of Me - 4:42
4. One Man, One Heart - 4:20
5. House On Fire - 4:42
6. Once In A Lifetime - 4:14
7. Stand Beside Me - 3:28
8. I Counted On Love - 3:33
9. The Preacher - 4:18
10. Rainmaker - 6:44
11. T.O. Witcher - 1:39
12. Bells Of Saint James - 5:39

## Skład zespołu
Twórcami albumu są:
- Steve Walsh – wokal
- Steve Morse – gitary
- Rich Williams – gitary
- Billy Greer – gitara basowa
- Phil Ehart – perkusja

Muzycy dodatkowi:
- Greg Robert – programowanie instrumentów klawiszowych, chórki
- Christopher Yanelov – Kurzweil Sound Design
- Ricky Keller – programowanie instrumentów perkusyjnych i instrumentów klawiszowych
- Stephen Croes – synclavier
- Terry Brock – chórki (One Man, One Heart)
- John Pierce – gitara basowa bezprogowa Fretless Bass (Stand Beside Me)
- Bob Ezrin – dodatkowe instrumenty perkusyjne, chórki
- Reverend James Cleveland, The Southern California Community Choir – grupa wokalna (Rainmaker, The Preacher, One Big Sky)